# Oxydation prématurée
L'oxydation prématurée, (aussi nommée « premox », de l'anglais « Premature oxydation »), est un vieillissement prématuré et non voulu affectant les vins, généralement blancs, arrivés à maturité,.

## Description
Des millésimes proche de leur optimum peuvent se trouver imbuvables. L'oxydation prématurée touche principalement les Bourgogne blancs de la fin des années 1990,,, en particulier les millésimes des années 1995, 1996, 1997 et 1998, et 2002. On observe également des cas d'oxydation prématurée sur des vins blancs du monde entier comme ceux d'Australie, d'Alsace, d'Allemagne et de Bordeaux.
Le phénomène, bien que délaissé par la presse française, fait l'objet de sites Internet entièrement dédiés au sujet.
Le caractère d'évolution du vin est un phénomène de vieillissement prématuré du vin dû à la présence d'oxygène. Il cause une perte des arômes fruités. Des arômes de noix et/ou de curry se développent à cause de l'apparition de molécules aromatiques comme le sotolon.

## Sources du phénomène
Les explications scientifiques du phénomène sont aujourd'hui incertaines et diverses. Découverte au milieu des années 1990, l'oxydation prématurée, sous-estimée à ses débuts, n'a été clairement établie qu'à partir de 2003.
Plusieurs théories s'affrontent : selon le producteur français Étienne de Montille, l'oxydation prématurée s'expliquerait tant par la fragilisation des vins, avec notamment le manque de soufre (SO2), de bourbes et l'utilisation de bouchons pouvant se révéler défectueux, que par l'augmentation des agressions qu'il subit, faisant référence à un bâtonnage en fût excessif.
Pour d'autres, c'est l'augmentation des rendements qui est en cause. Comparant le regain de qualité de certains vins rouges à la suite de politiques de baisse de rendement, ils considèrent que les rendements actuels, auxquels peuvent s'ajouter des techniques de vinification approximatives ou des bouchons peu hermétiques, peuvent rendre les vins plus fragiles, et faire démarrer le processus d'oxydation.

### Vinification
L'évolution des pratiques relatives à la vinification est pointée du doigt, l'utilisation généralisée du pressurage pneumatique pourrait être l'une des causes du problème.

### Bouchage
Le « Master of Wine » britannique Clive Coates considère également que le problème est à chercher du côté de certains bouchons de mauvaise qualité, tandis que Pierre-Antoine Rovani, du The Wine Advocate, pense que les bouchons ne sont aucunement le problème. Allen Meadows, critique de vin américain, même s'il admet que les bouchons peuvent être une partie de l'explication, émet également l'hypothèse que le niveau généralement bas de dioxyde de soufre constaté peut exacerber le problème.

### Sources
- (en) Cet article est partiellement ou en totalité issu de l’article de Wikipédia en anglais intitulé « Premature oxidation » (voir la liste des auteurs).